# Nowa Wieś Kościerska
Nowa Wieś Kościerska (dodatkowa nazwa w j. kaszub. Nowô Wies) – wieś kaszubska w Polsce położona w województwie pomorskim, w powiecie kościerskim, w gminie Kościerzyna. Przed dostosowaniem linii kolejowej Kościerzyna-Somonino do warunków magistralii węglowej, Nowa Wieś Kościerska znajdowała się na starym odcinku (Kościerzyna-Gołubie) tej linii. We wsi był przystanek kolejowy Nowa Wieś Kościerska.
Na południowym wschodzie znajduje się jezioro Dobrogoszcz.
W latach 1975–1998 miejscowość administracyjnie należała do województwa gdańskiego. Siedziba sołectwa o powierzchni 625,98 ha.

## Nazwy źródłowe miejscowości
kaszb. Nowi Dwór, niem. Neuhöfel (od 1908), Gross Neuhof (do 1907)